# Viciria semicoccinea
Viciria semicoccinea là một loài nhện trong họ Salticidae.
Loài này thuộc chi Viciria. Viciria semicoccinea được Eugène Simon miêu tả năm 1902.